# Paul Dehlinger

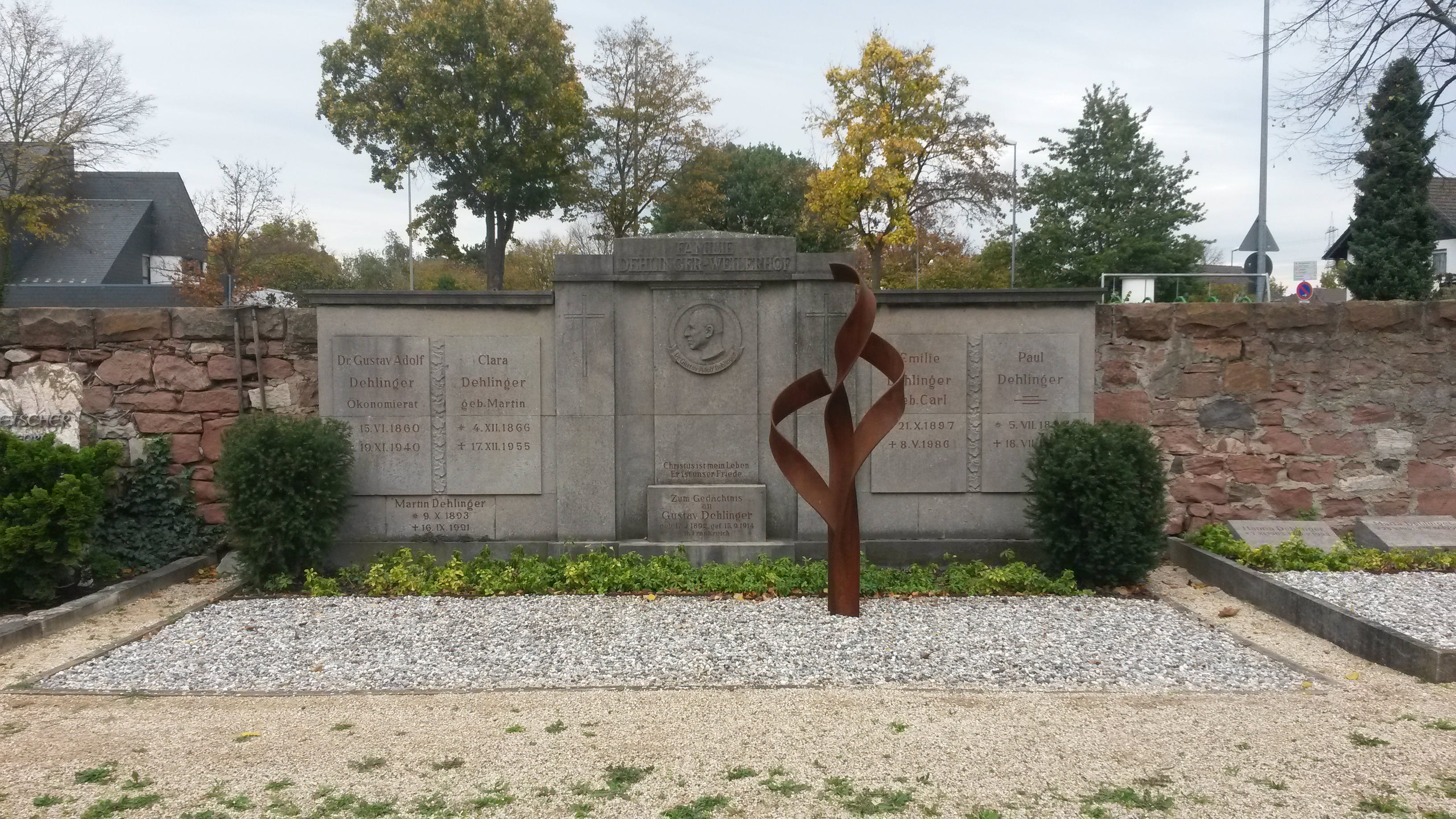
Grab von Dehlinger auf dem Friedhof Wolfskehlen

Paul Dehlinger (* 5. Juli 1896 in Wolfskehlen; † 18. Juli 1965) war ein deutscher Politiker (CDU) und ehemaliger Abgeordneter der Verfassunggebenden Landesversammlung, einem Vorläufer des Hessischen Landtags.
Paul Dehlinger arbeitete nach dem Besuch der Volksschule, Höhere Schule und Fachschule als selbständiger Landwirt auf dem elterlichen Weilerhof. Sein Vater, Gustav Dehlinger war bereits politisch aktiv und für den HBB bzw. die DVP langjähriges Mitglied des Landtages des Volksstaates Hessen gewesen. Paul Dehlinger war für die CDU Hessen vom 15. Juli 1946 bis zum 30. November 1946 Mitglied der Verfassungberatenden Landesversammlung Groß-Hessen.